# شلاشتزارت
شلاشتزارت (به آلمانی: Schlechtsart) یک شهر در آلمان است که در هیلدبورگهاوزن واقع شده‌است. شلاشتزارت ۱۷۳ نفر جمعیت دارد.